# Bacia de Santos
A Bacia de Santos é uma bacia sedimentar localizada na plataforma continental brasileira.  Limita-se a norte com a Bacia de Campos, através do Alto de Cabo Frio e, a sul, com a Bacia de Pelotas através do alto de Florianópolis. Estende-se, portanto, desde o litoral sul do estado do Rio de Janeiro até o norte do estado de Santa Catarina, abrangendo uma área de cerca de 352 mil quilômetros quadrados até a cota batimétrica de 3000 m. É uma bacia de margem divergente, formada com a abertura do Atlântico Sul, que se iniciou no Cretáceo Inferior. 
A Bacia de Santos é a maior produtora de petróleo e gás natural do Brasil. Em outubro de 2020 foram produzidos 1.902.803 barris de óleo e 83,84 milhões de metros cúbicos de gás natural por dia, totalizando 2.430.145 barris de óleo equivalente por dia, através de vinte campos petrolíferos, localizados desde águas rasas até águas ultra-profundas. Em números relativos, a participação da Bacia de Santos equivale a 63% da produção de petróleo e de 64% do gás natural da produção nacional. Desde 2007 a Petrobras descobriu importantes acumulações de petróleo e gás natural, em águas ultra-profundas e abaixo de uma espessa camada de sal. Destas descobertas, já estão em produção dezesseis campos, sendo os mais importantes os campos de Tupi e Búzios, os dois maiores campos brasileiros. Além destes campos, diversas descobertas estão em fase da avaliação, além de diversos blocos em fase exploratória. O principal sistema petrolífero da Bacia é Guaratiba - Guaratiba (!). 

## Campos petrolíferos
- Campo de Tupi: localizado a 250 quilômetros da costa do Rio de Janeiro, volumes recuperáveis entre 5 e 8 bilhões de barris de petróleo de boa qualidade, ou seja petróleo relativamente leve, além de gás natural associado. No final de 2010 a área de Tupi e Iracema foi declarada como comercialmente econômica. A área exploratória de Tupi passou a se chamar Campo de Lula e Iracema passou a se chamar Campo de Cernambi (e em 2020 retornou a se chamar Tupi).[3] São importantes campos do Pré-sal. Em abril de 2023, o Campo de Tupi era o maior campo em produção no Brasil, produzindo respectivamente, 831 mil barris por dia de óleo e 39,9 milhões de metros cúbicos de gás natural, para uma produção total de 1,083 milhões de barris de óleo equivalente.[4]
- Campo de Búziosː localizado na porção central da bacia de Santos, a cerca de 180 km da costa do município do Rio de Janeiro, em lâmina d’água de cerca de 1.900 m de profundidade. Foi descoberto em 2010 e teve a sua declaração de comercialidade em 2013 pelo regime de cessão onerosa. A produção teve início em 2015. Tem uma área de 852,2 km².  Em abril de 2023, o Campo de Búzios foi o segundo maior produtor do país, produzindo 576 mil barris por dia de óleo e 24,6 milhões de metros cúbicos de gás natural, para uma produção total de 731,9 mil barris de óleo equivalente. [5]
- Campo de Sapinhoáː localizado na porção central da bacia, a aproximadamente 360 km da costa do estado de São Paulo e 290 km da cidade do Rio de Janeiro, em lâmina d'água de 2.140 metros. Tem área de desenvolvimento é de 233 km². Em dezembro de 2011, foi declarada a sua comercialidade do campo, que entrou em produção comercial em janeiro de 2013. Em 2018, foi declarada comercialidade das áreas adjacentes a Sapinhoá. Em abril de 2023, o Campo de Sapinhoá foi o terceiro maior produtor do país, 131,7 mil barris por dia de óleo e 8,4 milhões de metros cúbicos de gás natural, para uma produção total de 227,4 mil barris de óleo equivalente. [6][7]
- Campo de Meroː localizado na porção central da Bacia de Santos, a cerca de 190 km a sudeste do estado do Rio de Janeiro, em lâmina d’água variando entre 1.800 e 2.100 m. Foi descoberto em 2010 e a declaração de comercialidade e início de produção em 2017. Em abril de 2023, o Campo de Mero foi o quarto maior produtor do país, 175,2 mil barris por dia de óleo e 8,3 milhões de metros cúbicos de gás natural, para uma produção total de 184,6 mil barris de óleo equivalente.[8]
- Campo de Sépia/Sépia Lesteː ocupa uma área de 79,8 km2, e está localizada na porção central da Bacia de Santos, em frente aos estados de São Paulo e do Rio de Janeiro, a cerca de 280 km da costa, em lâmina d’água de 2.150 m. Foi descoberta em março de 2012, declarada a comercialidade em 2014 e início de produção em 2016. Em abril de 2023, o Campo de Sépia foi o quinto maior produtor do país, 144,1 mil barris por dia de óleo e 8,3 milhões de metros cúbicos de gás natural, para uma produção total de 184,6 mil barris de óleo equivalente.[9]
- Campo de Atapu/ Oeste de Atapuː localizada na porção central da Bacia de Santos, a cerca de 230 km da costa do município do Rio de Janeiro, em lâmina d’água de 2.000 a 2.300m. A descoberta se deu em 2013, a declaração de comercialidade em 2014 e o início de produção em 2015. Em abril de 2023, o Campo de Atapu foi o sexto maior produtor do país, 131 mil barris por dia de óleo e 4,8 milhões de metros cúbicos de gás natural, para uma produção total de 174,3 mil barris de óleo equivalente.[10]
- Campo de Lagosta Localizado a 190 quilômetros de Santos, litoral de São Paulo, é responsável pela produção de 1,2 milhão de metros cúbicos por dia de gás e 1.600 barris por dia de condensado.[carece de fontes?]
- Campo de Merluza: localizado a 184 quilômetros de Santos, litoral de São Paulo, é responsável pela produção de 400 mil metros cúbicos por dia de gás e 700 barris por dia de condensado.[carece de fontes?]
- Campo de Mexilhão: localiza-se a 140 quilômetros de São Sebastião, no Estado de São Paulo, responsável pela produção atual (ago/12) de 5 milhões de metros cúbicos por dia de gás e 3 mil barris por dia de condensado, com potencial para atingir seu pico de produção de 8 milhões de m3/d de gás no primeiro semestre de 2013. A plataforma de Mexilhão (PMXL-1) recebe atualmente (ago/12) ainda as produções dos Campos de Uruguá e Tambaú (1,6 milhão de m3/d de gás) e Piloto de Lula (3 milhões de m3/d de gas), seguindo num gasoduto de 32 polegadas até a Unidade de Tratamento de Gás de Caraguatatuba (UTGCA) chamada de Monteiro Lobato.[carece de fontes?]
- Campo de Uruguá: localizado a 160 quilômetros da cidade do Rio de Janeiro, tem produção atual (ago/12) de 13.000 bpd e 1,1 milhões de m3/d de gás. A estimativa de produção no pico de produção é 20 mil bpd de óleo e 4 milhões de m3/d de gás. Com o fim da fase exploratória do antigo bloco BS-500 no final de 2006 foram declaradas as comercialidades dos Campos de Tambaú, Uruguá, Tambuatá, Pirapitanga e Carapiá, sendo que apenas os dois primeiros estão em franco desenvolvimento da produção.[carece de fontes?]
- Campo de Tambaú: Localizado a 160 quilômetros da costa da cidade do Rio de Janeiro, teve o início da produção de gás em agosto/12 com vazões iniciais de 1,2 milhões de m3/d e pico de produção previsto para final de 2013 de cerca de 3 milhões de m3/d de gás.[carece de fontes?]
- Campos de Tubarão, Estrela do Mar, Coral, Cavalo Marinho: localizam-se a 200 quilômetros da costa dos estados de São Paulo, Paraná e Santa Catarina. Atualmente não produtores. Estão sendo estudadas alternativas economicamente viáveis para produção destes campos carbonáticos de idade Albiana de baixa permeabilidade.[carece de fontes?]
- Campos de Baúna e Piracaba: Com suas Declarações de Comercialidade realizadas em 17/02/2012, estes dois campos produzem atualmente por um SPA (Sistema de Produção Antecipada) com produção de 24 mil bpd de óleo leve (32 a 34o API) em águas rasas através de dois poços (SPS-56 e SPS-57) e limitada à queima de gás de 500 mil m3/d. Está localizado a 213 Km da costa catarinense e pico de produção prevista de 80 mil bpd de óleo.[carece de fontes?]
- Campos de Guaiamá e Piracucá: Localizados a 210 quilômetros do Estado de São Paulo, na área sul da Bacia de Santos, são campos de óleo extra-leve em área de água rasa. Atualmente encontra-se em estudos a viabilidade econômica da produção em conjunto destas 2 áreas e a possível interligação de um gasoduto até a Plataforma de Merluza. Os campos foram devolvidos pela Petrobras em 2015 e 2017, respectivamente. [11]

Outros campos produtores da Bacia de Santos sãoː Caravela, Atlanta, Berbigão, Itapu, Oliva, Sul de Tupi, Tambuatá e Lapa. Em desenvolvimento (2021) estãoː Bacalhau (Norte), Goiá e Neon.

## Exploração pela Petrobras
A partir de agosto de 2011 a Petrobras iniciará uma experiência pioneira de captura e armazenamento de carbono em águas profundas, que consiste em absorver grandes quantidades de CO2 existentes no pré-sal.